# Zagrebački plesni ansambl
Zagrebački plesni ansambl jest ansambl suvremenog plesa iz Zagreba.
Tijekom godina dobio je niz nagrada i priznanja, ali i pokrenuo i ostvario vlastite brojne projekte. Godine 2000. ZPA je pokrenuo Festival plesa i neverbalnog kazališta Svetvinčenat. Godine 2011., ZPA je ustanovio Mediteranski plesni centar.

## Vanjske poveznice
- Zagrebački plesni ansambl
- Službena stranica festivala Svetvinčenat